# Robecq
Robecq település Franciaországban, Pas-de-Calais megyében. Lakosainak száma 1320 fő (2022. január 1.). Robecq Saint-Venant, Busnes, Calonne-sur-la-Lys, Gonnehem, Mont-Bernanchon és Saint-Floris községekkel határos.

## Népesség
A település népessége az elmúlt években az alábbi módon változott:
| Lakosok száma | 1339 | 1359 | 1385 | 1359 | 1351 | 1342 | 1335 | 1329 | 1320 |
|               | 2013 | 2015 | 2016 | 2017 | 2018 | 2019 | 2020 | 2021 | 2022 |